# Hưng Thạnh, Tân Hưng
Hưng Thạnh là một xã thuộc huyện Tân Hưng, tỉnh Long An, Việt Nam.
Xã Hưng Thạnh có diện tích 35,44 km², dân số năm 1999 là 2501 người, mật độ dân số đạt 71 người/km².